# 金华公主 (后梁)
金华公主，后梁公主，是中国五代十国后梁第一代皇帝太祖朱温之女，嫁罗廷规（魏博节度使罗绍威之长子）。唐朝天祐三年（906年），大姐安阳公主去世，朱温又将女儿金华公主嫁给罗廷规。后梁建立后，开平二年（908年）十月朱温册封金华公主，罗廷规死在父亲罗绍威之前。开平四年（910年）罗绍威死后，次子罗周翰继任魏博节度使。朱温命金华公主出家为尼。